# Диметилртуть
Диметилртуть ((CH3)2Hg) — горюча, безбарвна рідина, один з найсильніших серед відомих нейротоксинів. Їй приписують солодкуватий запах, хоча вдихання достатньої кількості пари для відчуття запаху є надзвичайно небезпечним. Є надзвичайно небезпечною, потрапляння 0.1 мл рідини до організму є смертельним. Високий тиск насиченої пари означає, що будь-який розлив може призвести до потрапляння істотної кількості сполуки до організму присутніх. Молекула має лінійну структуру.
Диметилртуті легко перетинає гематоенцефалічний бар'єр (між кров'ю та клітинами мозку), можливо, через утворення комплексу з цистеїном. Виводиться з організму дуже повільно, має тенденцію до біоакумуляції. Симптоми отрути можуть проявлятися через місяці, можливо, надто пізно для ефективного лікування.
Диметилртуті стрімко (протягом секунд) протікає крізь латекс, полівінілхлорид, бутилову гуму та неопрен та всмоктується шкірою. Тому більшість лабораторних рукавичок не надають адекватного захисту від нього.
Токсичність диметилртуті стала загально відомою коли відомий хімік, Карен Веттерган померла через декілька місяців після того, як кілька краплин рідини потрапили на її руку в латексних рукавичках.

## Використання
Диметилртуті зазвичай використовують в експериментах у токсикології як точку відліку через сильну отруйність. Він також використовувався для калібрування ЯМР інструментів для виявлення ртуті, хоча тепер віддається перевага безпечнішим сполукам ртуті.